# Ronneby község
Ronneby község (svédül Ronneby kommun) Svédországban, Blekinge megyében található. 1967-ben jött létre. Székhelye Ronneby.

## Települései
A községben 9 település található. A települések és népességük:
| Település   | Népesség (fő, 2005) | Megjegyzés         |
| ----------- | ------------------- | ------------------ |
| Ronneby     | 11.767              | a község székhelye |
| Kallinge    | 4.767               |                    |
| Bräkne-Hoby | 1.769               |                    |
| Johannishus | 773                 |                    |
| Listerby    | 672                 |                    |
| Ronnebyhamn | 464                 |                    |
| Backaryd    | 399                 |                    |
| Eringsboda  | 340                 |                    |
| Hallabro    | 252                 |                    |

## Külső hivatkozások
- Hivatalos honlap